# Tableau d'histoire
Tableau d'histoire est un tableau d'histoire peint en 1626 par Rembrandt.
Cette commande est l'un de ses tout premiers tableaux, et il inclut un autoportrait parmi les personnages de la foule. Propriété de l'Instituut Collectie Nederland (nl), il est en prêt permanent au musée De Lakenhal, à Leyde.

## Description et analyse

### Identification du sujet
Le titre attribué est une référence générique volontaire à la peinture d'histoire, car il n'y a pas de consensus sur le sujet exact de la peinture. Plus d'une douzaine de sujets ont été proposés, allant de thèmes bibliques à l'histoire classique et moderne,.
L'historien de l'art allemand Kurt Bauch (en) a notamment suggéré que la peinture dépeint le consul Quintus Petillius Cerialis et les légions germaniques : selon le récit, devant les portes de Trèves, le consul romain a gracié les légions qui s'étaient jointes aux insurgés germaniques. Bauch s'est basé sur des similitudes avec une gravure d'Antonio Tempesta de 1612 sur le même sujet, que Rembrandt a peut-être vu. Cette théorie a longtemps été acceptée,.
Parce que le tableau montre trois personnes prêtant serment devant une personne de haut rang, certains historiens de l'art supposent qu'il s'agit plutôt du vœu fait par les trois Horaces devant le roi romain Tullus Hostilius.
L'historien de l'art américano-néerlandais Gary Schwartz émet l'hypothèse qu'il s'agirait d'un événement de la guerre de Troie, au cours de laquelle Agamemnon ordonne la lapidation de Palemède. Il considère le tableau comme un pendant d'un autre panneau de Rembrandt, La Lapidation de Saint Étienne, exécuté un an plus tôt, qui a exactement les mêmes dimensions.
Il pourrait aussi s'agir de Joseph (fils de Jacob) de l'Ancien Testament, qui se fait lapider par ses demi-frères vengeurs.
Il n'y a cependant toujours aucune preuve concluante pour aucune des théories.

### Autoportrait

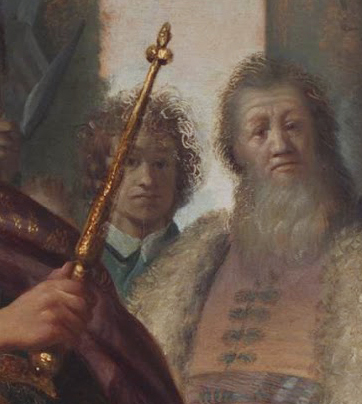
Détail du Tableau d'histoire, dans lequel Rembrandt se représente dans la foule.

Rembrandt se représente dans la composition, en donnant son visage au personnage situé derrière le grand personnage au sceptre. Rembrandt cherche ici à satisfaire l'amateur : en faisant connaître son visage au travers de nombreux autoportraits, l'amateur peut se prévaloir de reconnaître le peintre quand celui-ci inclut un autoportrait caché dans ses tableaux d'histoire (l'autoportrait dit in assistenza) : c'est aussi le cas dans les commandes La Lapidation de saint Étienne (1625, Musée des Beaux-Arts de Lyon) et L'Érection de la croix (1633, Alte Pinakothek). C'était une pratique courante, qui consistait aussi pour l'artiste à rester dans l'histoire (memoriae).

## Datation
L'œuvre est signée et datée « R[embrandt]H[armensz.] 16[2]6 », et est considérée comme authentique par le Rembrandt Research Project. Rembrandt l'a donc peinte pendant ou peu après son séjour dans l'atelier du peintre amstellodamois Pieter Lastman. C'est peut-être là qu'il a vu Coriolan et les envoyés romains, que Lastman a achevé en 1622. Rembrandt en fut apparemment si impressionné qu'il s'en servit comme point de départ pour son Tableau d'histoire,,.

## Provenance
L'œuvre est probablement l'une des « deux grandes pièces sages de Rembrandt » mentionnées dans le catalogue de 1663 de la collection du philologue de Leyde Petrus Scriverius (l'autre étant probablement La Lapidation de Saint Étienne). Il est acquis par un marchand d'art londonien en 1924 puis par le collectionneur d'art J. J. M. Chabot l'année suivante, qui le met aux enchères en 1942. L'acheteur est un certain B. Mensing à Amsterdam, qui le transmet à E. Göpel à La Haye le même jour. Probablement grâce à Göpel, il se retrouve dans le Führermuseum, la collection qu'Adolf Hitler avait personnellement commandée dans la ville autrichienne de Linz. Après la libération, le tableau revient aux Pays-Bas et devient la propriété de l'État. Il est conservé à l'Institut néerlandais du patrimoine culturel (nl) et est en prêt permanent au musée De Lakenhal depuis 1948. En 1982, il a été formellement identifié comme un Rembrandt,.